# Lina Wertmüller
Arcangela Felice Assunta Wertmüller von Elgg Spanol von Braueich, más conocida como Lina Wertmüller (Roma, 14 de agosto de 1928 - Roma, 9 de diciembre de 2021) fue una directora de cine y guionista italiana.

## Biografía
Es hija de Federico Wertmüller, un abogado procedente de Basilicata y descendiente de una familia aristocrática suiza y napolitana, y de la romana Maria Santamaria-Maurizio.
Comenzó su carrera como actriz. En 1962, trabajó como asistente de dirección en la película de Federico Fellini 8½. El año siguiente, Wertmüller hizo su debut en la dirección con Il basilischi, una película cuyo contexto principal - la vida de las personas del sur de Italia - sería recurrente en sus trabajos posteriores.
Estuvo casada con Enrico Job, diseñador artístico con el que colaboró en varias de sus películas, hasta su muerte en 2008.

## Trayectoria
En 1972, Wertmüller recibió reconocimiento internacional con una serie de cuatro películas protagonizadas por Giancarlo Giannini: Mimí metalúrgico, herido en su honor (1972), Amor y Anarquía (1973), Insólita Aventura de Verano (1974) y Pasqualino Siete bellezas (1976), la cual recibió cuatro candidaturas a los Premios de la Academia y fue un éxito internacional. Con esta película, Lina Wertmüller pasó a la historia al ser la primera mujer en tener una candidatura al premio Óscar a la mejor dirección.
Es conocida por los largos títulos que da a sus películas. Por ejemplo, el título original de Insólita aventura de verano es Travolti da un insólito destino nell'azzurro mare d'agosto, cuya traducción sería Barridos por un extraño destino en el mar azul de agosto. Gracias a esto, aparece en el Libro Guinness de los récords por el título más largo de una película: Fatto di sangue fra due uomini per causa di una vedova — si sospettano moventi politici, película de 1978 cuyo título completo es Un fatto di sangue nel comune di Sculiana fra due uomini per causa di una vedova — si sospettano moventi politici. Amore–Morte–Shimmy. Lugano belle. Tarantelle. Tarallucci e vino, con un total de 179 caracteres. Estos títulos son recortados para sus lanzamientos internacionales.

## Postura política
En general, sus películas reflejan sus propios compromisos políticos, siendo sus principales protagonistas o bien anarquistas o bien feministas (o ambos), y la acción principal se centra en conflictos de naturaleza política o socioeconómica. Las películas de Wertmüller raramente son didácticas, y reflejan sus propias sensibilidades iconoclastas. En Insólita aventura de verano (1974), por ejemplo, cuenta la historia de la mujer de un rico industrial que sólo se siente realizada después de ser «dominada» por un marinero comunista.

## Filmografía
| Año  | Título                                                                    | Notas                                     |
| ---- | ------------------------------------------------------------------------- | ----------------------------------------- |
| 2022 | E una domenica sera di novembre                                           | Película de televisión                    |
| 2014 | Roma, Napoli, Venezia... in un crescendo rossiniano                       | Cortometraje                              |
| 2010 | Carmen                                                                    | Película de televisión                    |
| 2009 | Mannaggia alla miseria!                                                   | Película de televisión                    |
| 2004 | Demasiado amor                                                            |                                           |
| 2001 | Francesca y Nunziata                                                      | Película de televisión                    |
| 1999 | Fernando y Carolina                                                       |                                           |
| 1996 | Metalmeccanico e parrucchiera in un turbine di sesso e di politica        |                                           |
| 1996 | Ninfa plebea                                                              |                                           |
| 1993 | L'encyclopédie audio-visuelle                                             | Serie de televisión, 1 episodio           |
| 1992 | Esperemos que me las arregle                                              | También conocida como Mi querido profesor |
| 1990 | Sabato, domenica e lunedì                                                 |                                           |
| 1989 | 12 directores para 12 ciudades                                            | Segmento 'Bari'                           |
| 1989 | En una noche de claro de luna                                             |                                           |
| 1989 | ¿Diez menos uno?                                                          | Película de televisión                    |
| 1987 | Imago urbis                                                               |                                           |
| 1986 | Noche de verano                                                           |                                           |
| 1985 | Camorra                                                                   |                                           |
| 1984 | Delirios de un marido                                                     |                                           |
| 1983 | Scherzo del destino in agguato dietro l'angolo come un brigante da strada |                                           |
| 1978 | Conflicto de sangre                                                       |                                           |
| 1978 | En una noche repleta de lluvia                                            |                                           |
| 1975 | Pasqualino Siete bellezas                                                 |                                           |
| 1974 | Insólita aventura de verano                                               |                                           |
| 1974 | Todo en su sitio y nada en orden                                          |                                           |
| 1973 | Amor y anarquía                                                           |                                           |
| 1972 | Mimí metalúrgico, herido en su honor                                      |                                           |
| 1968 | The Belle Starr Story                                                     |                                           |
| 1967 | Non stuzzicate la zanzara                                                 |                                           |
| 1965 | Questa volta parliamo di uomini                                           |                                           |
| 1965 | Il giornalino di Gian Burrasca                                            | Serie de televisión, 8 episodios          |
| 1963 | Los basiliscos                                                            |                                           |

## Premios y distinciones
Premios Óscar
En 2019, fue reconocida con el Óscar honorífico de la Academia estadounidense por su una trayectoria cinematográfica, en la edición de los premios de los Gobernadores.
| Año  | Categoría                     | Película       | Resultado |
| ---- | ----------------------------- | -------------- | --------- |
| 1977 | Óscar al mejor director       | Siete bellezas | Nominada  |
| 1977 | Óscar al mejor guion original | Siete bellezas | Nominada  |
| 1977 | Mejor película extranjera     | Siete bellezas | Nominada  |

Festival Internacional de Cine de Venecia
| Año  | Categoría                             | Resultado |
| ---- | ------------------------------------- | --------- |
| 2015 | Premio Starlight Cinema a una carrera | Ganadora  |